# João Simões
João Pedro Arnauth Barrocas Simões (Portimão, Portugal, 6 de enero de 2007) es un futbolista portugués que juega de centrocampista en el Sporting C. P. de la Primeira Liga.

## Trayectoria
Comenzó a jugar al fútbol en la cantera del Portimonense S. C., antes de pasar al juvenil del Sporting C. P. en 2018. El 11 de febrero de 2021 firmó un contrato juvenil con el Sporting. El 9 de febrero de 2023 firmó su primer contrato profesional con el club. Ascendió al Sporting C. P. "B" en el verano de 2024. Debutó con el Sporting como suplente en la Copa de Portugal contra el Amarante F. C. por 6-0 el 22 de noviembre de 2024.

## Selección nacional
Es internacional juvenil con Portugal. Jugó con la selección de Portugal sub-17 en el Campeonato Europeo Sub-17 de la UEFA 2023 y en el Campeonato Europeo Sub-17 de la UEFA 2024. En la edición de 2024, capitaneó a su selección y la llevó hasta la final, donde cayó ante Italia sub-17.

## Estadísticas

### Clubes
Actualizado al último partido disputado el 18 de diciembre de 2024.
| Club                        | Div.          | Temporada     | Liga  | Liga  | Liga   | Copas nacionales | Copas nacionales | Copas nacionales | Copas internacionales | Copas internacionales | Copas internacionales | Total | Total | Total  |
| Club                        | Div.          | Temporada     | Part. | Goles | Asist. | Part.            | Goles            | Asist.           | Part.                 | Goles                 | Asist.                | Part. | Goles | Asist. |
| --------------------------- | ------------- | ------------- | ----- | ----- | ------ | ---------------- | ---------------- | ---------------- | --------------------- | --------------------- | --------------------- | ----- | ----- | ------ |
| Sporting C. P. "B" Portugal | 3.ª           | 2024-25       | 9     | 2     | 1      | —                | —                | —                | —                     | —                     | —                     | 9     | 2     | 1      |
| Sporting C. P. "B" Portugal | Total club    | Total club    | 9     | 2     | 1      | 0                | 0                | 0                | 0                     | 0                     | 0                     | 9     | 2     | 1      |
| Sporting C. P. Portugal     | 1.ª           | 2024-25       | 1     | 0     | 0      | 2                | 0                | 0                | 2                     | 0                     | 0                     | 5     | 0     | 0      |
| Sporting C. P. Portugal     | Total club    | Total club    | 1     | 0     | 0      | 2                | 0                | 0                | 2                     | 0                     | 0                     | 5     | 0     | 0      |
| Total carrera               | Total carrera | Total carrera | 10    | 2     | 1      | 2                | 0                | 0                | 2                     | 0                     | 0                     | 14    | 2     | 1      |

## Palmarés

### Títulos nacionales
| Título           | Club           | País     | Año  |
| ---------------- | -------------- | -------- | ---- |
| Primeira Liga    | Sporting C. P. | Portugal | 2025 |
| Copa de Portugal | Sporting C. P. | Portugal | 2025 |